# 莫烷
莫烷（英語：Moretane，或称为21β-藿烷）是一种五环三萜化合物，分子式为C30H52，同时也是藿烷21号位置的异丙基为β位的差向异构体，可作为石油中的生物标志物来研究石油的构成。